# Severn River (Hudson Bay)
Severn River är ett vattendrag i Kanada.   Det ligger i provinsen Ontario, i den östra delen av landet, 1 400 km nordväst om huvudstaden Ottawa.
Omgivningarna runt Severn River är i huvudsak ett öppet busklandskap. Trakten runt Severn River är nära nog obefolkad, med mindre än två invånare per kvadratkilometer.